# Sukces (1995)
 (septembre 2021).
Si vous disposez d'ouvrages ou d'articles de référence ou si vous connaissez des sites web de qualité traitant du thème abordé ici, merci de compléter l'article en donnant les références utiles à sa vérifiabilité et en les liant à la section « Notes et références ».
Pour les articles homonymes, voir Sukces.
Sukces est une série télévisée polonaise, produite en 1995, qui a été diffusée en février 1996. La série raconte les aventures d'une jeune et ambitieuse avocate, Tekla. En 2000, la télévision a diffusé une suite de la série avec le même titre, mais avec des acteurs différents. La série a été diffusée sur TVP 1 du 14 février au 10 avril 1996, le mercredi à 18h05.

## Distribution (séléction)
- Magdalena Wójcik : Tekla Skarbek
- Marek Kondrat : Tadeusz Sówka, PDG de "Dorex".
- Marian Kociniak : Dydak, ancien officier de la milice, employé de Tekla
- Piotr Machalica : Henryk Jakubowski, PDG de "Gravit"
- Marzena Trybała : Barbara Madej
- Aleksandra Konieczna : Agata, l'amie de Tekla
- Marek Bargiełowski : le conseiller juridique de Petrochemia

## Liste d'épisodes
1. Zaproszenie do tańca
2. Coś z niczego
3. Łatwy kraj
4. Zdjęcie rodzinne
5. Końce w wodę
6. Odwet
7. Zmowa
8. Dwa światy
9. Małe jest piękne

## Lieu de tournage
- Orneta